# كارولين جورج
كارولين جورج (بالإنجليزية: Carolyn George)‏ هي راقصة باليه ومصورة أمريكية، ولدت في 6 سبتمبر 1927 في دالاس في الولايات المتحدة، وتوفيت في 10 فبراير 2009 في نيويورك في الولايات المتحدة بسبب تصلب جانبي ضموري.

## وصلات خارجية
- كارولين جورج على موقع IMDb (الإنجليزية)
- كارولين جورج على موقع قاعدة بيانات برودواي على الإنترنت (الإنجليزية)